# Laila Bäck
Karin Laila Susanne Bäck, född 26 augusti 1963 i Åsens kyrkobokföringsdistrikt i Kopparbergs län, är en svensk politiker (socialdemokrat), som var riksdagsledamot 1994–2001 för Dalarnas läns valkrets.